# Kazu Naoki
Kazu Naoki (jap. 直木 和 Naoki Kazu; ur. 23 marca 1918) – japoński piłkarz, reprezentant kraju.

## Kariera reprezentacyjna
W reprezentacji Japonii zadebiutował 16 czerwca 1940 w meczu przeciwko reprezentacji Filipin.

## Statystyki
| Reprezentacja Japonii | Reprezentacja Japonii | Reprezentacja Japonii |
| Rok                   | Mecze                 | Gole                  |
| --------------------- | --------------------- | --------------------- |
| 1940                  | 1                     | 0                     |
| Razem                 | 1                     | 0                     |